# Flexjet
Flexjet wurde als die private Charterfluggesellschaft des kanadischen Flugzeugherstellers Bombardier Aerospace gegründet. Im Dezember 2013 wurde Flexjet an die Investmentfirma Directional Aviation verkauft.

## Geschichte
Das 1995 gegründete Unternehmen mit Sitz in Richardson in Texas USA begann als Anbieter von Bombardier-Flugzeugen, einschließlich einiger Learjets. Im Jahr 2006 bot Flexjet die Flexjet 25 Jet Card betrieben vom US-Luftfahrtunternehmen Jet Solutions an. Flexjet führte 2008 das Flexjet One-Programm an. Im Jahr 2010 wurde Flexjet mit Bombardiers Charter-Brokerage-Sparte 'Skyjet' verbunden und begann mit Charterflügen mittels der Flexjet Charter-Karte und mit On-Demand-Charter Brokerage-Dienstleistungen. Zudem kooperierte man mit VistaJet und Korean Air.
Im Februar 2025 wurde bekannt, dass Flexjet plant, ihre Flotte innerhalb der nächsten fünf Jahre zu verdoppeln. Dazu werden von Embraer 182 neue Phenom 300E, Praetor 500 und Praetor 600 gekauft mit einem Listenwert von sieben Milliarden US-Dollar, hinzu kommen noch 30 Optionen. Damit ist die Bestellung von Flexjet die größte Bestellung, die Embraer Executive Jets je erhielt.

### Auszeichnungen
Flexjet hat eine Reihe von Auszeichnungen erhalten, darunter:
- Robb Report (Lifestyle-Magazin) als „Bester der Besten“ hinsichtlich Flugservice.
- Flexjet Part 145 Repair Stations wurden mit elf aufeinanderfolgenden FAA Diamond Awards für exzellente Wartung ausgezeichnet.
- Flexjet wurde mit der höchstmöglichen Bewertung Platin-Rating durch die Aviation Research Group / US, Inc. (ARG / US) ausgezeichnet.

## Flotte
Das Unternehmen nutzt die fünf Businessjetklassen Light, Super Light, Midsize, Supermidsize und Large (der Größe nach aufsteigend, siehe Geschäftsreiseflugzeug).
| Flugzeugtyp                 | In Service | Bestellungen | Sitzplätze | Ref   |
| --------------------------- | ---------- | ------------ | ---------- | ----- |
| Bombardier Challenger 300   | 34         | —            | 9          | [ 3 ] |
| Bombardier Challenger 350   | 17         | —            | 9          | [ 3 ] |
| Bombardier Challenger 650   | 13         | —            | 19         | [ 3 ] |
| Embraer Legacy 450          | 17         | —            | 9          | [ 3 ] |
| Embraer Legacy 500          | 4          | —            | 12         | [ 3 ] |
| Embraer Phenom 300          | 1          | —            | 6          | [ 3 ] |
| Bombardier Global 6000      | 4          | —            | 13         | [ 3 ] |
| Gulfstream IV/G400/G450/4SP | 7          | —            | 16         | [ 3 ] |
| Gulfstream V                | 1          | —            | 19         | [ 3 ] |
| Hawker 800XP                | 1          | —            | 8          | [ 3 ] |
| Learjet 40                  | 16         | —            | 7          | [ 3 ] |
| Learjet 45                  | 11         | —            | 9          | [ 3 ] |
| Learjet 60                  | 8          | —            | 8          | [ 3 ] |
| Learjet 75                  | 6          | —            | 8          | [ 3 ] |
| Total                       | 140        | —            |            |       |